# OpenMediaVault
OpenMediaVault est une distribution Linux sous licence libre, basée sur Debian, destinée aux serveurs de stockage en réseau NAS, fournissant une interface Web pour sa configuration.
OpenMediaVault supporte de nombreux protocoles : SMB (Samba), FTP, NFS, rsync, AFP, rapport S.M.A.R.T., l'authentification d'utilisateurs locaux, et RAID Logiciel (dans de nombreuses variantes).
OpenMediaVault est distribuée sous forme d'image ISO et sous forme de code source.

## Historique
Le développeur d'OpenMediaVault était le développeur principal de FreeNas. Mais il en avait assez des limitations de FreeBSD au niveau matériel.

## Fonctionnalités

### Système
- Date / heure, par NTP
- Réseau, protocoles IPv4 et IPv6, DNS, Firewall, gestion des agrégats de liens réseau et du réveil par le réseau (WoL)
- Notification d'alerte sur stockages, système, ... par Email,
- Annonce sur le LAN par DNS-SD (en)
- Surveille l'état du système et adapte différentes options de contrôle de l'énergie en conséquence.
- Certificats.
- Taches planifiées.
- Gestion des mises à jour (paquets).
- Services additionnels (Plugins)
  - LVM
  - LDAP
  - AFP
  - Bittorrent (client)
  - DAAP (serveur)
  - UPS (Onduleur)
  - Antivirus (ClamAV)
  - XBMC

### Stockage

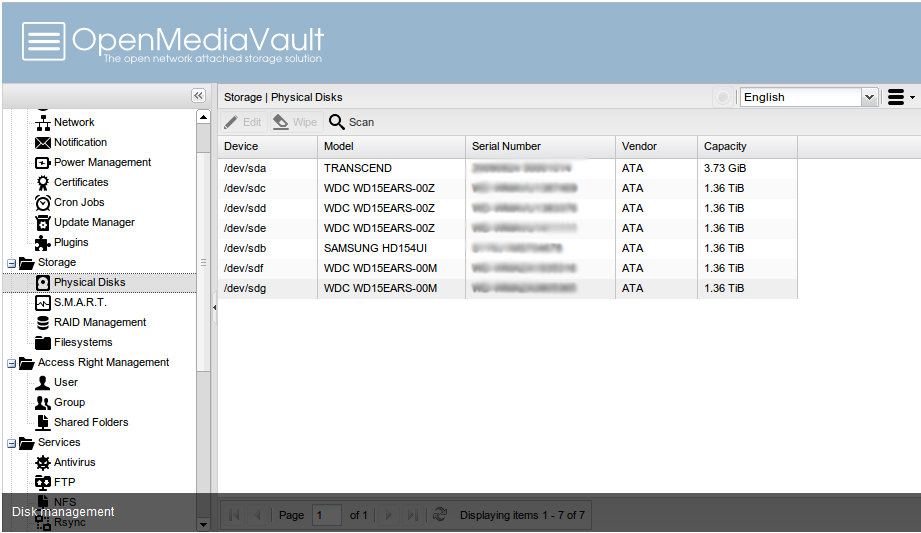
Capture d’écran de la gestion des disques sous OMV.

Le disque système (2 Go minimum) ne peut servir qu'au système d'exploitation et non au stockage.
- Disques physiques, HDD, SSD, clé USB, ...
- Support de la surveillance de l'état des disques durs via S.M.A.R.T.
- Gestion avancée de l’énergie pour les disques dur (APM / AAM)
- Gestion du RAID logiciel, Stripe, Miroir, Linéaire, 10, 5, 6, Greyhole
- Systèmes de fichiers gérés, EXT3 / EXT4 / XFS / JFS / BTRFS
- Gestion des Quotas par volume.

### Gestion des droits d’accès
- Utilisateur
- Groupe
- Dossier partagés et ACL

### Services intégrés
- FTP
- NFS (v3 / v4)
- rsync : synchronisation locale, client et serveur.
- SMB/CIFS
- SNMP (v1 / 2c / 3)
- SSH
- TFTP

### Diagnostics
- Informations systèmes, vue d'ensemble, processus et graphiques.
- Journaux systèmes.
- Services, résumé des services et de leurs états.
- Syslog

## Historique des versions
Pour chaque version d'OpenMediaVault, Theile choisit un nom de code de projet tiré des romans Dune de Frank Herbert.
| Légende : | Ancienne version | Ancienne version, toujours prise en charge | Dernière version stable | Version avancée | Version future planifiée |

| Version | Nom          | Date de sortie     | Date de fin support | Base      | Notes |
| ------- | ------------ | ------------------ | ------------------- | --------- | --- |
| 0.2     | Ix           | 17 octobre 2011    |                     | Debian 6  | Première version publiée. |
| 0.3     | Omnius       | 18 avril 2012      | 13 janvier 2013     | Debian 6  | Introduction d'une interface Web multilingue et d'une invite utilisateur graphique pour l'administration des droits via la Liste de Contrôle d'Accès. La version est nommée pour Omnius, un réseau informatique sensible dans la trilogie des Légendes de Dune. |
| 0.4     | Fedaykin     | 21 septembre 2012, | 9 décembre 2013     | Debian 6  | Nommé d'après les commandos Fedaykin du peuple Fremen. |
| 0.5     | Sardaukar    | 25 août 2013       |                     | Debian 6  | L'API révisée rend les plugins v0.4 incompatibles. |
| 1.x     | Kralizec     | 15 septembre 2014  | 26 décembre 2015    | Debian 7  | Améliore la prise en charge des systèmes plus ancien ; ajoute un tableau de bord avec prise en charge des widgets ; améliore l'infrastructure des plug-ins. Cette version porte le nom de Kralizec, une bataille prévue à la fin de l'univers.                  |
| 2.x     | Stone burner | 29 juin 2015,      | 12 juin 2017        | Debian 7  | Sencha ExtJS 5.1.1 Framework for the WebGUI ; GUI révisé supporte la configuration du WiFi, VLAN, et autres. Cette version est nommée pour le brûleur de pierre (stone burner), une arme nucléaire détenue par la Maison d'Atreides.                            |
| 3.x     | Erasmus      | 13 juin 2017       | 30 juin 2018        | Debian 8  | Nommé en référence au robot dans Dune. |
| 4.x     | Arrakis      | 8 mai 2018         | 30 juin 2020        | Debian 9  | Nommé en référence à la planète dans Dune. |
| 4.1.35  | Arrakis      | 4 mars 2020        | 30 juin 2020        | Debian 9  | Nommé en référence à la planète dans Dune. |
| 5.x     | Usul         | 16 août 2019       | 30 Juin 2022        | Debian 10 | Nommé d'après le nom secret de Paul Atreides (Usul) dans Dune. |
| 5.5.11  | Usul         | 21 septembre 2020  |                     | Debian 10 | Nommé d'après le nom secret de Paul Atreides (Usul) dans Dune. |
| 6.x     | Shaitan      | 5 Mai 2022         | 9 juillet 2024      | Debian 11 | Sheitan peut vouloir dire : démon, esprit pervers. |
| 7.x     | Sandworm     | 3 Mars 2024        |                     | Debian 12 | Le nom de code provient du roman Sandworms of Dune. |